# Sertularella goliathus
Sertularella goliathus är en nässeldjursart som beskrevs av Eberhard Stechow 1923. Sertularella goliathus ingår i släktet Sertularella och familjen Sertulariidae. Inga underarter finns listade i Catalogue of Life.